# 車選びドットコム
車選びドットコム（車選び.com）は、2004年に開設された日本の総合中古車情報サイト。ファブリカコミュニケーションズが運営。

## 概要
中古車検索サイト。「動画で選べる中古車検索サイト」として開設。
中古車検索サービスの他に中古車買取、自動車関連ニュース、自動車に関するQ&Aサイトなどを掲載している。
中古車販売店に向けに、中古車販売管理システム「symphony」の提供を行っている。

## 沿革
- 2004年（平成16年）5月 - 総合中古車情報サイト「車選び.com」開設[4]
- 2006年（平成18年）9月 - 「車選び.com」×「ヤフオク!」業務提携開始[5]
- 2009年（平成21年）
  - 1月 - 「車選び.com」×「価格コム」業務提携開始[6]
  - 3月 - 「車選び.com」×「Yahoo!ショッピング」業務提携開始[7]
  - 3月 - 「車選び.com」×「ガリバー」業務提携開始[8]
  - 4月 - 「車選び.com」×「三菱自動車」業務提携開始[9]
- 2010年（平成22年）
  - 6月 - 中古車保証サービスを提供開始[10]
  - 7月 - 「車選び.com」×「カーチス」提携開始[11]
- 2011年（平成23年）2月 - 「車選び.com」×「AS NET」提携開始[12]
- 2012年（平成24年）2月 - 中古車鑑定サービスを提供開始[13]
- 2013年（平成25年）9月 - 中古車販売管理システム「symphony」提供開始[14]
- 2014年（平成26年）3月 - オートローンサービスを提供開始[15]
- 2015年（平成27年）5月 - 「車選び.com」×「カーセンサー」提携開始[16]
- 2017年（平成29年）6月 - Youtubeチャンネル「車選びドットコム【公式】」開設[17]
- 2020年（令和2年）
  - 10月 - サービス表記およびブランドロゴを「車選びドットコム」に刷新[18]
  - 11月 - 自動車WEBマガジン「車選びドットコムマガジン」開設[19]
- 2021年（令和3年）
  - 12月 - 「車選び.com」×「共有在庫市場」提携開始[20]
- 2022年（令和4年）
  - 3月 - 中古車販売管理システム「symphony」アプリ版 提供開始[21]
  - 11月 - 「車選び.com」×「SBI Africa」提携開始[22]

## サービス
- 中古車検索
- 中古車、廃車、事故車買取
- 自動車保険
- 厳選中古車オークション（ヤフオク!）
- 厳選中古車ショッピング（Yahoo!ショッピング）
- 教えて車屋さん（Q&Aサイト）
- 自動車Webマガジン
- 中古車ビジネスの総合プラットフォーム「symphony」